# Acanthoderes quadrigibba
Acanthoderes quadrigibba (лат.) — вид жуков-усачей из подсемейства ламиин. Распространён в Коста-Рике. Кормовыми растениями личинок являются лумбанг, мыльное дерево настоящее, гибискус липовидный.